# Liste der Kulturdenkmale in Tauberbischofsheim-Dittigheim
In der Liste der Kulturdenkmale in Tauberbischofsheim-Dittigheim sind die Kulturdenkmale des Tauberbischofsheimer Stadtteils Dittigheim aufgelistet. Diese Liste ist eine Teilliste der Liste der Kulturdenkmale in Tauberbischofsheim. Grundlage für diese Liste ist die vom Regierungspräsidium Stuttgart herausgegebene Liste der Bau- und Kunstdenkmale mit Stand vom 15. Februar 2012.
Diese Liste ist nicht rechtsverbindlich. Eine rechtsverbindliche Auskunft ist lediglich auf Anfrage bei der Unteren Denkmalschutzbehörde der Stadt Tauberbischofsheim erhältlich.
Auf der Gemarkung Dittigheims gibt es allein über 80 Kleindenkmale wie etwa Bildstöcke, Wegkreuze, Wandstatuen oder kleine Feldkapellen. Diese wurden durch den Heimatverein Dittigheim 2015 in einem Buch veröffentlicht. Die sortierbaren Beschreibungen in dieser Liste orientieren sich größtenteils an den Nummerierungen dieses Buchs (Kulturdenkmale Nr. 01–61 und Wandbildnisse Nr. 01–23). Daneben umfasst die Liste weitere Baudenkmale aus der offiziellen Kulturdenkmalliste, die nicht in der Literatur erfasst sind. Alle Einträge in dieser Liste sind grundsätzlich nach ihrer Lage anhand Gewann- und Straßennamen sortiert:

## Allgemein
- Bild: Zeigt ein ausgewähltes Bild aus Commons, „Weitere Bilder“ verweist auf die Bilder im Medienarchiv Wikimedia Commons.
- Bezeichnung: Nennt den Namen, die Bezeichnung oder die Art des Kulturdenkmals.
- Lage: Straßenname und Hausnummer oder Flurstücknummer des Kulturdenkmals, gegebenenfalls auch den Ortsteil. Die Grundsortierung der Liste erfolgt nach dieser Adresse. Der Link (Karte) führt zu verschiedenen Kartendiensten mit der Position des Kulturdenkmals. Fehlt dieser Link, wurden die Koordinaten noch nicht eingetragen. Sind diese bekannt, können sie über ein Tool mit einer Kartenansicht einfach nachgetragen werden. In dieser Kartenansicht sind Kulturdenkmale ohne Koordinaten mit einem roten bzw. orangen Marker dargestellt und können durch Verschieben auf die richtige Position in der Karte mit Koordinaten versehen werden. Kulturdenkmale ohne Bild sind an einem blauen bzw. roten Marker erkennbar.
- Datierung: Baubeginn, Fertigstellung, Datum der Erstnennung oder grobe zeitliche Einordnung entsprechend des Eintrags in der zuständigen Denkmaldatenbank (Landesamt für Denkmalpflege Baden-Württemberg).
- Beschreibung: Kurzcharakteristik des Kulturdenkmals.

## Kulturdenkmale in Dittigheim
Bau-, Kunst- und Kulturdenkmale in Dittigheim mit dem Dorf Dittigheim (⊙) und dem Weiler Hof Steinbach (⊙):
| Bild           | Bezeichnung                             | Lage                                                                             | Datierung           | Beschreibung | ID                       |
| -------------- | --------------------------------------- | -------------------------------------------------------------------------------- | ------------------- | --- | ------------------------ |
| Weitere Bilder | Statue                                  | Abt-Brandt-Straße 3 (Flst.Nr. 0-127) (Karte)                                     |                     | Wandbildnis Nr. 16 (Dittigheim): Marienstatue in einer Hauswandnische. |                          |
| Weitere Bilder | Altarstein                              | Abt-Brandt-Straße 3 (gegenüber), Untere Torstraße (Flst.Nr. 0-140) (Karte)       |                     | Kulturdenkmal Nr. 39 (Dittigheim): Altarstein. Unterhalb der Kirche, an der Ecke Abt-Brandt-Straße/Untere Torstraße. |                          |
| Weitere Bilder | Grabplatte                              | Abt-Brandt-Straße 3 (gegenüber), Untere Torstraße (Flst.Nr. 0-140) (Karte)       |                     | Kulturdenkmal Nr. 38 (Dittigheim): Grabplatte. Unterhalb der Kirche, an der Ecke Abt-Brandt-Straße/Untere Torstraße. |                          |
| Weitere Bilder | Statue                                  | Abt-Brandt-Straße 5 (Flst.Nr. 0-138) (Karte)                                     |                     | Wandbildnis Nr. 14 (Dittigheim): Marienstatue in einer Hauswandnische. Links und rechts der Marienstatue befinden sich zwei kleine Engelsfiguren. |                          |
| Weitere Bilder | Wandbildnis                             | Armstraße 1 (Flst.Nr. 0-7) (Karte)                                               |                     | Wandbildnis Nr. 05 (Dittigheim): Großes Wandbildnis. |                          |
| Weitere Bilder | Statue                                  | Armstraße 10 (Flst.Nr. 0-3) (Karte)                                              |                     | Wandbildnis Nr. 08 (Dittigheim): Jesusstatue in Hauswandnische. |                          |
| Weitere Bilder | Zierfachwerkbau                         | Armstraße 16 (Flst.Nr. 0-71) (Karte)                                             |                     | Zierfachwerkbau, Am Rand des Rathausplatzes, Ecke Armstraße 16/Zehntfreistraße. |                          |
| Weitere Bilder | Kreuz                                   | Armstraße 16 (vor) (Flst.Nr. 0-71) (Karte)                                       |                     | Kulturdenkmal Nr. 50 (Dittigheim): Kreuz. Am Rande des Rathausplatzes, Ecke Armstraße 16/Zehntfreistraße. 1842 errichtet, mit Christuskorpus aus einer Metalllegierung. Das Kreuz steht vor einem gelungen restaurierten Fachwerkhaus. |                          |
|                | Bildstock                               | Bachflur (Gewann) Radweg (Dittigheim–Dittwar) (Flst.Nr. 0-7476, 0-10192) (Karte) | 1702                | Kulturdenkmal Nr. 27 (Dittigheim): Heilige-Familie-Bildstock am Muckbachtalradweg nach Dittwar, kurz nach der Abzweigung zum Bahnhof Dittwar, in der Nähe der Mündung des Muckbachs in den Brehmbach. Darstellung: Gottvater, der Heilige Geist in Form einer Traube und Maria, das Jesuskind und Josef. Gehört seit der Flurbereinigung 1985 zur Gemarkung Dittigheim. Geschützt nach § 2 DSchG |                          |
| Weitere Bilder | Friedhof                                | Brunnenwiesen (Gewann), Klesbergstraße (Flst.Nr. 0-6998, 0-7001–7003) (Karte)    |                     | Dittigheimer Friedhof mit Friedhofsmauer und Friedhofskapelle (Sachgesamtheit). Im Friedhof befinden sich einige sehenswerte, historische Grabsteine und sonstige Kleindenkmale. Geschützt nach § 2 DSchG |                          |
| Weitere Bilder | Bildstock                               | Brunnenwiesen (Gewann), Klesbergstraße (Flst.Nr. 0-7001) (Karte)                 | 1612                | Kulturdenkmal Nr. 53 (Dittigheim): Bildstock. Teil der Sachgesamtheit Friedhof mit Friedhofskapelle. Geschützt nach § 2 DSchG |                          |
| Weitere Bilder | Friedhofskreuz                          | Brunnenwiesen (Gewann), Klesbergstraße (Flst.Nr. 0-7001) (Karte)                 | 1989                | Kulturdenkmal Nr. 54 (Dittigheim): Friedhofskreuz. 1989 als Ersatz für das alte Friedhofskreuz errichtet. Teil der Sachgesamtheit Friedhof mit Friedhofskapelle. Geschützt nach § 2 DSchG |                          |
| Weitere Bilder | Grabstein                               | Brunnenwiesen (Gewann), Klesbergstraße (Flst.Nr. 0-7001) (Karte)                 | 1866                | Kulturdenkmal Nr. 56 (Dittigheim): Grabstein. Von Schwester Luziana Grathwohl. Im Friedhof Dittigheim. 1866 brach in Dittigheim die Cholera aus. Ca. 300 Einwohner erkrankten und 75 starben. Für die Pflege wurde Schwester Luziana nach Dittigheim versetzt. Nachdem sie die Kranken pflegte, starb sie selbst an der Cholera. Ihre Krankheit dauerte vom 17. August bis zum 19. September 1866. Noch heute erinnert das 4-Uhr-Läuten und die jährliche Choleraprozession (Anfang September) an das damals von Schwester Luziana abgelegte Gelübde. Teil der Sachgesamtheit Friedhof mit Friedhofskapelle. Geschützt nach § 2 DSchG |                          |
| Weitere Bilder | Friedhofskapelle                        | Brunnenwiesen (Gewann), Klesbergstraße (Flst.Nr. 0-7002) (Karte)                 | 1854                | Kulturdenkmal Nr. 57 (Dittigheim): Friedhofskapelle. Teil der Sachgesamtheit Friedhof mit Friedhofskapelle. Geschützt nach § 2 DSchG |                          |
| Weitere Bilder | Bildstock                               | Brunnenwiesen (Gewann), Klesbergstraße (Flst.Nr. 0-7001, 0-6428) (Karte)         | 1619                | Kulturdenkmal Nr. 55 (Dittigheim): Bildstock. An einer Ecke des Friedhofs. Teil der Sachgesamtheit Friedhof mit Friedhofskapelle. Geschützt nach § 2 DSchG |                          |
|                | Bildstock Maria mit Jesuskind           | Brunnenwiesen (Gewann), Klesbergstraße (Flst.Nr. 0-6428) (Karte)                 | 1960                | Kulturdenkmal Nr. 52 (Dittigheim): Bildstock Maria mit Jesuskind. Außerhalb des Friedhofs am Taubertalradweg. |                          |
|                | Wegkreuz                                | Brücke (Gewann) K 2814 (Dittigheim–Distelhausen) (Flst.Nr. 0-6915/1) (Karte)     | 1789                | Kulturdenkmal Nr. 05 (Dittigheim): Wegkreuz mit Christuskorpus. Gewann Brücke. An der Straße nach Distelhausen. |                          |
|                | Feldkapelle am Fromberg                 | Fromberg, Steinschmätzer (Flst.Nr. 0-7842) (Karte)                               | 1902                | Kulturdenkmal Nr. 16 (Dittigheim): Feldkapelle im Weinberg, Gewann Fromberg, Steinschmätzer. |                          |
|                | Bildstock                               | Frombergstraße (Flst.Nr. 0-7004/1) (Karte)                                       | 1770                | Kulturdenkmal Nr. 12 (Dittigheim): Bildstock. Von 1770, am linken Wegrand zwischen Dittigheim und Hof Steinbach. |                          |
|                | Bildstock                               | Frombergstraße (Flst.Nr. 0-7374) (Karte)                                         | 1903                | Kulturdenkmal Nr. 25 (Dittigheim): Doppelbildstock. Am linken Wegrand von Hof Steinbach in Richtung Dittigheim. |                          |
| Weitere Bilder | Statue                                  | Frühmeßgasse 3 (Flst.Nr. 0-121) (Karte)                                          |                     | Wandbildnis Nr. 11 (Dittigheim): Marienstatue in Hauswandnische. |                          |
| Weitere Bilder | Eckpfosten                              | Frühmeßgasse 4 (Flst.Nr. 0-115) (Karte)                                          |                     | Zwei geschnitzte Eckpfosten. Geschützt nach § 2 DSchG |                          |
| Weitere Bilder | Fachwerkbau                             | Frühmeßgasse 7 (Flst.Nr. 0-122/1) (Karte)                                        | 1715                | Kulturdenkmal Nr. 51 (Dittigheim): Zweigeschossiger Fachwerkbau, Frühmeßgasse, mit Satteldach. Laut Inschrift 1715 erbaut. |                          |
|                | Wohnhaus                                | Frühmeßgasse 8 (Flst.Nr. 0-105/1) (Karte)                                        |                     | Wohnhaus Geschützt nach § 2 DSchG | BW                       |
| Weitere Bilder | Wohnhaus                                | Frühmeßgasse 12 (Flst.Nr. 0-109) (Karte)                                         |                     | Wohnhaus Geschützt nach § 2 DSchG |                          |
| Weitere Bilder | Statue                                  | Frühmeßgasse 12 (Flst.Nr. 0-109) (Karte)                                         |                     | Wandbildnis Nr. 17 (Dittigheim): Statue des Hl. Antonius auf einem Sockel an einer Hauswand. |                          |
| Weitere Bilder | Wohnhaus                                | Frühmeßgasse 14 (Flst.Nr. 0-111) (Karte)                                         |                     | Wohnhaus Geschützt nach § 2 DSchG |                          |
| Weitere Bilder | Wandbildnis                             | Frühmeßgasse 14 (Flst.Nr. 0-111) (Karte)                                         |                     | Wandbildnis Nr. 18 (Dittigheim): Wandbildnis Heilige Familie. |                          |
|                | Bildstock                               | Geiersberg (Flst.Nr. 0-6684/1) (Karte)                                           | 1885                | Kulturdenkmal Nr. 03 (Dittigheim): Bildstock am Geiersberg. Darstellung des Jesuskinds mit einer Strahlengloriole, umgeben von den 14 Nothelfern. |                          |
|                | Grenzsteine                             | Gemarkungsgrenze (Flst.Nr. 0-6674)                                               | 16./17./18./19. Jh. | Kulturdenkmal Nr. 13 (Dittigheim): Mehrere Grenzsteine entlang der Dittigheimer Gemarkungsgrenze. Geschützt nach § 28 DSchG |                          |
| Weitere Bilder | Wetterkreuz                             | Gemarkungsgrenze (Tauberbischofsheim – Lauda-Königshofen) (Karte)                | 1714                | Kulturdenkmal Nr. 24 (Dittigheim): Das Wetterkreuz. Von 1714; Zum „ewigen Andenken“ an einen großen Gewitterschaden errichtet; Dessen Postament bildete den Grenzstein zu den Gemarkungen von fünf Altemeinden (Oberlauda, Lauda, Distelhausen, Dittigheim und Dittwar), deren Ortswappen darauf abgebildet sind. Nach der Gebietsreform in Baden-Württemberg sind die angrenzenden Altgemeinden teils nurmehr Ortsteile und Dittigheim ist nicht mehr unmittelbarer Anlieger. |                          |
| Weitere Bilder | Einfassungssteine                       | Glashüttenweg (Flst.Nr. 0-8273) (Karte)                                          | ca. 600 v. Chr.     | Kulturdenkmal Nr. 35 (Dittigheim): Einfassungssteine. Glashüttenweg (Kinderspielplatz). Aus dem Steinkranz des Hallstattgrabhügels aus der Zeit um ca. 600 v. Chr. |                          |
| Weitere Bilder | Informationstafeln                      | Glashüttenweg (Flst.Nr. 0-8273) (Karte)                                          | 1992                | Kulturdenkmal Nr. 37 (Dittigheim): Informationstafeln. Glashüttenweg (Kinderspielplatz). Bezüglich etwa 634 alter, vollständig freigelegter Gräber aus der Hallstattzeit, ca. 600 v. Chr. |                          |
| Weitere Bilder | Sühnekreuz                              | Hinterholz (Gewann), Brückenwald (Flst.Nr. 0-6674) (Karte)                       | 1491                | Kulturdenkmal Nr. 01 (Dittigheim): Sühnekreuz. Inschrift „1491“. Gewann Hinterholz, am Nordrand des „Brückenwaldes“, im Taubentalgraben an einer Weggabelung. Ein Butterhändler aus Grünsfeld soll hier auf dem Heimweg von Räubern ermordet worden sein. Siehe Liste der Mord- und Sühnekreuze in Tauberbischofsheim. Geschützt nach § 2 DSchG |                          |
| Weitere Bilder | Statue                                  | Hintere Gasse 2 (Flst.Nr. 0-133) (Karte)                                         |                     | Wandbildnis Nr. 04 (Dittigheim): Marienstatue in Hauswandnische. |                          |
| Weitere Bilder | Pietà                                   | Hintere Gasse 3 (Flst.Nr. 0-165) (Karte)                                         |                     | Wandbildnis Nr. 02 (Dittigheim): Pietàstatue auf Sockel an Hauswand. |                          |
| Weitere Bilder | Statue                                  | Hintere Torstraße 19 (Flst.Nr. 0-159) (Karte)                                    |                     | Wandbildnis Nr. 21 (Dittigheim): Marienstatue mit Jesuskind in einer Hauswandnische. |                          |
| Weitere Bilder | Statue                                  | Hintere Torstraße 21 (Flst.Nr. 0-206) (Karte)                                    |                     | Wandbildnis Nr. 22 (Dittigheim): Marienstatue mit Jesuskind in einer Hauswandnische. |                          |
| Weitere Bilder | Statue                                  | Hintere Torstraße 23 (Flst.Nr. 0-205) (Karte)                                    |                     | Wandbildnis Nr. 01 (Dittigheim): Jesusstatue in Hauswandnische. |                          |
| Weitere Bilder | Bildstock                               | Hintere Torstraße 23 (gegenüber) (Flst.Nr. 0-6480, 0-6481) (Karte)               | 18. Jh.             | Kulturdenkmal Nr. 09 (Dittigheim): Bildstock. An der Ecke der Wegkreuzung Frombergstraße–Hintere Torstraße, kurz nach dem Bahnübergang, an der Ecke eines Grundstücks (Flst.Nr. 0-6481) zur Hinteren Torstraße (Flst.Nr. 0-6480). Geschützt nach § 2 DSchG |                          |
| Weitere Bilder | Statue                                  | Hintere Torstraße 24 (Flst.Nr. 0-6487) (Karte)                                   |                     | Wandbildnis Nr. 19 (Dittigheim): Marienstatue in Hauswandnische. |                          |
| Weitere Bilder | Bismarcksäule                           | Höhberg (Gewann) (Flst.Nr. 0-8065) (Karte)                                       | 1903                | Kulturdenkmal Nr. 18 (Dittigheim): Bismarckdenkmal. Bismarcksturm als 9 m hohe Feuersäule mit Ehrentafel, geht auf eine Initiative der Akademischen Ferienverbindung Tuberania zurück, 1903 wurde die Bismarcksäule zum Abschluss des Festes feierlich eingeweiht Geschützt nach § 2 DSchG |                          |
| Weitere Bilder | Höhbergkapelle                          | Höhberg (Gewann) (Flst.Nr. 0-8065) (Karte)                                       | 17. Jh.             | Kulturdenkmal Nr. 17 (Dittigheim): Rest einer Feldkapelle mit Madonnenrelief am Höhberg. Zwischen Tauberbischofsheim und Dittigheim am Höhberg. Geschützt nach § 2 DSchG |                          |
| Weitere Bilder | Kapelle zur Schmerzhaften Mutter Gottes | Hof Steinbach (Flst.Nr. 0-7341) (Karte)                                          | 1872                | Kulturdenkmal Nr. 21 (Dittigheim): Kapelle zur Schmerzhaften Mutter Gottes. 1872 bezeichnet. Eingeweiht am 8. Juli 1876. Geschützt nach § 2 DSchG |                          |
|                | Bildstock                               | Hof Steinbach (Flst.Nr. 0-7341) (Karte)                                          | 1800                | Kulturdenkmal Nr. 19 (Dittigheim): Bildstock. Es handelt sich um das Original des Kulturdenkmals Nr. 20 (Kopie). Hängt heute in der Kapelle zur Schmerzhaften Muttergottes in Hof Steinbach. Geschützt nach § 2 DSchG | BW                       |
|                | Brunnenstube                            | Hof Steinbach (Flst.Nr. 0-7332) (Karte)                                          | 17. Jh.             | Kulturdenkmal Nr. 22 (Dittigheim): Aus dem Boden herausragende Brunnenstube des 17. Jahrhunderts inmitten von Hof Steinbach. Geschützt nach § 2 DSchG |                          |
|                | Bildstock „Pieta“                       | Hof Steinbach (Flst.Nr. 0-7353) (Karte)                                          | 1776/1882           | Kulturdenkmal Nr. 26 (Dittigheim): Bildstock „Pieta“. Postament mit der Jahreszahl 1776. Inschrift: Michael Gieler und seine Ehefrau Theresia Gieler im Jahr 1882. Am Ortsausgang in Richtung Dittwar am linken Wegesrand; steht durch eine Mauer etwas erhöht. |                          |
|                | Bildstock Marienkrönung                 | Hof Steinbach (Flst.Nr. 0-7345) (Karte)                                          | 2001                | Kulturdenkmal Nr. 20 (Dittigheim): Bildstock Marienkrönung. Es handelt sich um eine Kopie des Kulturdenkmals Nr. 19 (Original), das um 1800 als Doppelbildstock gestiftet wurde. Der alte Bildstock wurde im Jahre 2000 entfernt und befindet sich heute in der Kapelle zur Schmerzhaften Muttergottes in Hof Steinbach. Die Kopie wurde im Jahre 2001 im Freiland errichtet und geweiht. Geschützt nach § 2 DSchG |                          |
|                | Wegkreuz                                | Hof Steinbach 2 (vor) (Flst.Nr. 0-7215) (Karte)                                  | 1884                | Kulturdenkmal Nr. 23 (Dittigheim): Wegkreuz. Vor einem Wohnhaus, an der Kurve der Ortsverbindungsstraße gelegen. Geschützt nach § 2 DSchG |                          |
|                | Statue mit Inschrift                    | Hof Steinbach 11 (Flst.Nr. 0-7337) (Karte)                                       |                     | Wandbildnis Nr. 23 (Dittigheim): Marienstatue mit Jesuskind und Inschrift in einer Hauswandnische. |                          |
|                | Bildstock 14 Heilige                    | Hoher Rain (Gewann) (Flst.Nr. 0-6673) (Karte)                                    | 19. Jh.             | Kulturdenkmal Nr. 02 (Dittigheim): Bildstock 14 Heilige. Am Hohen Rain, kurz vor dem Eingang des Taubentalgrabens, parallel zur Bundesstraße 27, die von Tauberbischofsheim aus an Dittheim vorbeiführt. Klassizistisch bestimmtes Werk aus der Mitte des 19. Jahrhunderts. Vor der Neutrassierung der B 27 stand dieser Bildstock etwa 200 Meter weiter südlich direkt an der Straße. Geschützt nach § 2 DSchG |                          |
|                | Scheune                                 | Kastanienallee 2, Obere Torstraße (Flst.Nr. 0-6403) (Karte)                      |                     | Scheune. Scheune beim Anwesen Kastanienallee 2, an der Einmündung in die Obere Torstraße. Geschützt nach § 2 DSchG | BW                       |
|                | Bildstock Marienkrönung                 | Kastanienallee 2 (vor), Obere Torstraße (Flst.Nr. 0-6403) (Karte)                | 1741                | Kulturdenkmal Nr. 08 (Dittigheim): Bildstock Marienkrönung. Von 1741. Bildstock vor dem Anwesen Kastanienallee 2, an der Einmündung in die Obere Torstraße. Geschützt nach § 28 DSchG |                          |
|                | Mühle                                   | Kastanienallee 4 (Flst.Nr. 0-6402/1) (Karte)                                     | 20. Jh.             | Kulturdenkmal Nr. 34 (Dittigheim): Mühle. Am 24. September 1975 brannte die alte Mühle ab und wurde einige Jahre später durch einen Neubau mit Wasserrad ersetzt. |                          |
|                | Gedenkstein                             | Kastanienallee 9 (bei), Taubertalradweg (bei) (Flst.Nr. 0-6920, 0-6918) (Karte)  | 2001                | Kulturdenkmal Nr. 06 (Dittigheim): Gedenkstein. Neben einem Gebäude bei der Kastanienallee 9, am Taubertalradweg nach Distelhausen beim Wasserwerk. Ein 2001 nachgearbeiteter Stein, wie er bis 1945 in Goldbach in Ostpreußen stand, um an die im Ersten Weltkrieg gefallenen Soldaten aus dem Kirchspiel Goldbach zu erinnern. Initiator war ein ehemaliger Bürger von Goldbach und Dittigheim. |                          |
|                | Nepomukstatue                           | Kastanienallee 9 (gegenüber) (Flst.Nr. 0-6917) (Karte)                           | 1777                | Kulturdenkmal Nr. 07 (Dittigheim): Nepomukstatue. Von 1777, von dem Schultheißen Andreas Krug in Dittigheim gestiftet, auf einer ursprünglich siebenbogigen Steinbrücke über die Tauber aufgestellt; Inschrift auf dem Medaillon des Bildstocks: „Gott zur Ehr hat Andreas Gruch die Bildnus aufrichten lassen. D. 29 Maius 1777“; auf die Steinbogenbrücke folgte 1870 eine eiserne Gitterträgerbrücke, weshalb die Nepomukstatue vorübergehend an die Kirchenumfassungsmauer an der Unteren Torstraße versetzt wurde; als 1993 eine neue Tauberbrücke in Dittigheim errichtet wurde, schlug der neu gegründete Heimatverein Dittigheim vor, die Nepomukstatue zu renovieren und ihr den angestammten Platz an der Tauberbrücke wieder zu geben; der Baulastenträger und das Landesdenkmalamt Baden-Württemberg stimmten diesem Vorschlag zu. Geschützt nach § 28 DSchG |                          |
|                | Feldkreuz                               | Klesberg, Distrikt Plattenwald (Flst.Nr. 0-71-30, 0-7075) (Karte)                | 1989                | Kulturdenkmal Nr. 10 (Dittigheim): Feldkreuz. Am Klesberg, am Rand des Distrikts Plattenwald. Ehemaliges Friedhofskreuz. |                          |
|                | Wiesenwässerungsfalle                   | Mühlgässle (Gewann), Tauberwiesen (Flst.Nr. 0-6617) (Karte)                      | 1869/70             | Kulturdenkmal Nr. 33 (Dittigheim): Wiesenwässerungsfalle. Für die Wiesenwässerung entlang der Tauber mit Falle (Sperre), von 1869/70, ein Unikat im Taubertal aus dem 19. Jahrhundert |                          |
|                | Sandstein-Pieta                         | Mühlrainstraße 6 (Flst.Nr. 0-6258) (Karte)                                       |                     | Kulturdenkmal Nr. 45 (Dittigheim): Sandstein-Pieta. Mit Abbildung der heiligen Maria mit dem vom Kreuz abgenommenen Jesus. War ursprünglich in eine geflieste Hauswand in der Unteren Torstraße 2 eingelassen (⊙; bis zum Abriss des Hauses). Die Sandstein-Pieta befindet sich aktuell an einer Hauswand in der Mühlrainstraße 6 (⊙). |                          |
|                | Kreuzschlepper                          | Obere Torstraße 3 (gegenüber), Torgartenweg (Flst.Nr. 0-181) (Karte)             | 1768                | Kulturdenkmal Nr. 36 (Dittigheim): Kreuzschlepper. Gegenüber Obere Torstraße 3, an der Einmündung in den Torgartenweg. Geschützt nach § 28 DSchG |                          |
| Weitere Bilder | Bauinschriften                          | Rathausplatz 1 (Flst.Nr. 0-124) (Karte)                                          |                     | Wandbildnis Nr. 15 (Dittigheim): Reich verzierte Bauinschriften mit Bildnis der Heiligen Familie. |                          |
| Weitere Bilder | St.-Vitus-Kirche                        | Rathausplatz 2 (Flst.Nr. 0-1) (Karte)                                            | 1748–1752           | Kulturdenkmal Nr. 40 (Dittigheim): Katholische Pfarrkirche St. Vitus. Erbaut von 1748 bis 1752 nach Plänen von Balthasar Neumann, Altäre von Mathias Walser (1754), Seitenaltargemälde von Johann Matthias Wolcker (1752), romanischer Taufstein. Geschützt nach § 28 DSchG |                          |
| Weitere Bilder | St.-Vitus-Statue                        | Rathausplatz 2 (Flst.Nr. 0-1) (Karte)                                            |                     | Kulturdenkmal Nr. 41 (Dittigheim): St.-Vitus-Statue. In der Seitennische rechts vorm Hochaltar. Barocke Statue des hl. Märtyrers und Kirchenpatrons St. Vitus. |                          |
| Weitere Bilder | Deckel                                  | Rathausplatz 2 (Flst.Nr. 0-1) (Karte)                                            | 1992                | Kulturdenkmal Nr. 42 (Dittigheim): Vergoldeter Deckel für den Taufstein (Kulturdenkmal Nr. 43). Wurde 1992 von einem Gerlachsheimer Restaurator gefertigt. |                          |
| Weitere Bilder | Taufstein                               | Rathausplatz 2 (Flst.Nr. 0-1) (Karte)                                            |                     | Kulturdenkmal Nr. 43 (Dittigheim): Taufstein. In der St.-Vitus-Kirche. Mit einem Deckel (Kulturdenkmal Nr. 42) verschlossen. |                          |
| Weitere Bilder | Taufstein                               | Rathausplatz 2 (bei) (Flst.Nr. 0-1) (Karte)                                      | 12. Jh.             | Kulturdenkmal Nr. 32 (Dittigheim): Achteckiger Taufstein aus einer aus dem 12. Jahrhundert stammenden romanischen Kirche. Befindet sich seit 2001 in der Grünanlage der St.-Vitus-Kirche. |                          |
| Weitere Bilder | Buntsandstein                           | Rathausplatz 2 (bei) (Flst.Nr. 0-1) (Karte)                                      | 1685                | Kulturdenkmal Nr. 49 (Dittigheim): Buntsandstein. In die Umfriedungsmauer der Kirche eingelassen. Inschrift. |                          |
| Weitere Bilder | Kriegerdenkmal                          | Rathausplatz 2 (bei) (Flst.Nr. 0-1) (Karte)                                      | 1965                | Kulturdenkmal Nr. 61 (Dittigheim): Kriegerdenkmal. Neben der Kirche. |                          |
| Weitere Bilder | Mariengrotte                            | Rathausplatz 4 (Flst.Nr. 0-10) (Karte)                                           |                     | Wandbildnis Nr. 09 (Dittigheim): Kleine Mariengrotte auf dem Vorplatz des Pfarrhauses an einer Hauswand. Marienstatue in Nische, mit Bruchsteinen ummauert. |                          |
| Weitere Bilder | Wandschild                              | Rathausplatz 5 (Flst.Nr. 0-118/1, 0-119) (Karte)                                 |                     | Wandbildnis Nr. 07 (Dittigheim): Messingschild, teilweise vergoldet. Gasthaus „Zum Grünen Baum“. |                          |
|                | Muttergottes-Statue.                    | Rathausplatz 6 (Flst.Nr. 0-10) (Karte)                                           |                     | Kulturdenkmal Nr. 44 (Dittigheim): Muttergottes-Statue. Steht heute im Eingangsbereich des Kindergartens. | BW                       |
| Weitere Bilder | Schul- und Rathaus                      | Rathausplatz 8 (Flst.Nr. 0-2) (Karte)                                            | 1881                | Ehem. Schul- und Rathaus. Geschützt nach § 2 DSchG |                          |
| Weitere Bilder | Gedenktafeln                            | Rathausplatz 8 (in) (Flst.Nr. 0-2) (Karte)                                       | 1870/71             | Kulturdenkmal Nr. 58 (Dittigheim): Zwei Gedenktafeln. Für die Gefallenen des Deutsch-Französischen Kriegs (1870/71). |                          |
| Weitere Bilder | Gedenktafel                             | Rathausplatz 8 (in) (Flst.Nr. 0-2) (Karte)                                       | 1870/71             | Kulturdenkmal Nr. 58 (1/2) (Dittigheim): Erste von zwei Gedenktafeln für die Gefallenen des Deutsch-Französischen Kriegs (1870/71). |                          |
| Weitere Bilder | Gedenktafel                             | Rathausplatz 8 (in) (Flst.Nr. 0-2) (Karte)                                       | 1870/71             | Kulturdenkmal Nr. 58 (2/2) (Dittigheim): Zweite von zwei Gedenktafeln. Für die Gefallenen des Deutsch-Französischen Kriegs (1870/71). |                          |
| Weitere Bilder | Gedenktafel                             | Rathausplatz 8 (in) (Flst.Nr. 0-2) (Karte)                                       | 1914–1918           | Kulturdenkmal Nr. 59 (1/2) (Dittigheim): Gedenktafel. Erste von zwei Gedenktafeln zum Ersten Weltkrieg. Inschrift: Ich bin die Auferstehung und das Leben. Joh 11,25. Gedenktafel der im Weltkrieg 1914–1918 verstorbenen Krieger der Gemeinde Dittigheim. |                          |
| Weitere Bilder | Gedenktafel                             | Rathausplatz 8 (in) (Flst.Nr. 0-2) (Karte)                                       | 1914–1918           | Kulturdenkmal Nr. 59 (2/2) (Dittigheim): Ehrentafel. Zweite von zwei Gedenktafeln zum Ersten Weltkrieg. Inschrift: 1914 Ehrentafel Kriegsteilnehmer der Gemeinde Dittigheim 1918. Unsere Gefallenen. Ehre ihrem Andenken! In treuem Gedenken! |                          |
| Weitere Bilder | Gedenktafel                             | Rathausplatz 8 (in) (Flst.Nr. 0-2) (Karte)                                       | 1939–1945           | Kulturdenkmal Nr. 60 (Dittigheim): Gedenktafel. Ehrentafel zum Zweiten Weltkrieg. Inschrift: 1939 Gedenktafel 1945. Die Gefallenen und Vermissten der Gemeinde Dittigheim. |                          |
|                | Bildstock                               | Riesenrain (Gewann), Mittlerer Fromberg (Flst.Nr. 0-7853) (Karte)                | 1749                | Kulturdenkmal Nr. 11 (Dittigheim): Träubelesbildstock. Am Gewann Riesenrain, vor den Weinbergen am Mittleren Fromberg. Geschützt nach § 28 DSchG |                          |
|                | Kreuz                                   | Seeleinbuckel (Karte)                                                            | 1954                | Kulturdenkmal Nr. 28 (Dittigheim): Kreuz am Seeleinbuckel mit Inschrift. |                          |
|                | Eckpfosten                              | Synagogengasse 1 (Flst.Nr. 0-114) (Karte)                                        | 1721                | Kulturdenkmal Nr. 47 (Dittigheim): Geschnitzte Eckpfosten. Mit Neidkopf, Volutenanlauf als Taufstab bzw. ornamentierter Rundstab und über Eck gestellte bärtige Fratze. Inschrift. Jahreszahl 1721. |                          |
|                | Statue                                  | Synagogengasse 3 (Flst.Nr. 0-100) (Karte)                                        |                     | Wandbildnis Nr. 10 (Dittigheim): Marienstatue in Hauswandnische. |                          |
|                | Jüdischer Traustein                     | Synagogengasse 4 (bei) (Flst.Nr. 0-92) (Karte)                                   | 1769                | Kulturdenkmal Nr. 48 (Dittigheim): Jüdischer Traustein. Auch jüdischer Hochzeitsstein, an der ehemaligen Synagoge (erbaut um 1769) der jüdischen Gemeinde Dittigheim, Der Traustein wurde am 11. Juni 1979 vom Regierungspräsidium Stuttgart als Kulturdenkmal von besonderer Bedeutung in das Denkmalbuch eingetragen. Geschützt nach § 12 DSchG |                          |
|                | Statuen                                 | Synagogengasse 9 (Flst.Nr. 0-96) (Karte)                                         |                     | Wandbildnis Nr. 20 (Dittigheim): Statuen der Heiligen Familie auf einem Sockel in einer Hauswand. In Glas eingerahmt. | BW                       |
|                | Bildstock                               | Synagogengasse 12 (vor) (Flst.Nr. 0-49) (Karte)                                  | 18. Jh./1854        | Kulturdenkmal Nr. 29 (Dittigheim): Bildstock. Aus dem 18. Jahrhundert, möglicherweise von 1710 (diese Jahreszahl stand ehemalig am Sockel), Ecke Synagogengasse/Hintere Torstraße, mit Gnadenstuhl-Darstellung, Darstellung der Heiligsten Dreifaltigkeit: Gottvater thronend, Christus am Kreuz, darüber der Heilige Geist als Taube, Inschrift: „Drei sind die Zeugnis geben im Himmel der Vater, das Wort und der Heilige Geist. Und die drei sind eins.“ In der linken Seite des Postamentblockes ist eingemeißelt: Aufgericht durch die Geschwister Jakob, Josef, M. Eva Spörer 1854. Geschützt nach § 2 DSchG |                          |
| Weitere Bilder | Bahnstrecke                             | Taubertal (Flst.Nr. 0-6419, 0-6502, 0-7003) (Karte)                              |                     | Bahnstrecke der Badischen Taubertalbahn auf der Gemarkung von Dittigheim mit Tiefbauten und Dämmen sowie Bahnhöfen und Nebengebäuden, hier: „Streckenabschnitt“. Teil der Sachgesamtheit „Badische Taubertalbahn“. Geschützt nach § 2 DSchG |                          |
|                | Bildstock                               | Untere Torstraße 13 (bei), Hintere Torstraße (Flst.Nr. 0-6233, 0-6480) (Karte)   | 1810                | Kulturdenkmal Nr. 31 (Dittigheim): Bildstock. An der Ecke eines Grundstücks in der Unteren Torstraße 13 (Flst.Nr. 0-6233) / Einmündung Hintere Torstraße (Flst.Nr. 0-6480). Geschützt nach § 2 DSchG |                          |
|                | Wirtshausausleger                       | Untere Torstraße 28 (Flst.Nr. 0-6386) (Karte)                                    |                     | Wandbildnis Nr. 06 (Dittigheim): Wirtshausausleger. Messingschild, teilweise vergoldet. Gasthaus „Zum Engel“. Geschützt nach § 2 DSchG |                          |
|                | Bildstock                               | Untere Torstraße 34 (bei) (Flst.Nr. 0-2518/1) (Karte)                            | 1594                | Kulturdenkmal Nr. 30 (Dittigheim): Bildstock. Geschützt nach § 28 DSchG |                          |
|                | Statuen                                 | Veitstraße 2 (Flst.Nr. 0-137) (Karte)                                            |                     | Wandbildnis Nr. 13 (Dittigheim): Marienstatue mit Jesuskind in Hauswandnische. |                          |
|                | Statue                                  | Veitstraße 3 (Flst.Nr. 0-146) (Karte)                                            |                     | Wandbildnis Nr. 03 (Dittigheim): Marienstatue in Hauswandnische. |                          |
|                | Statuen                                 | Veitstraße 8 (Flst.Nr. 0-134) (Karte)                                            |                     | Wandbildnis Nr. 12 (Dittigheim): Statuen der Heiligen Familie. Jesuskind mit Maria und Josef auf Sockel an Hauswand. |                          |
|                | Feldkapelle am Klesberg                 | Wanne (Gewann), Klesberg (Flst.Nr. 0-7026/1) (Karte)                             | 17. Jh.             | Kulturdenkmal Nr. 14 (Dittigheim): Feldkapelle am Klesberg, Gewann Wanne. Geschützt nach § 2 DSchG |                          |
| Weitere Bilder | Feldkapelle am Neugereut                | Wurmberg (Gewann), Neugereut (Flst.Nr. 0-6692/1) (Karte)                         | 18. Jh.             | Kulturdenkmal Nr. 15 (Dittigheim): Feldkapelle am Neugereut, am Abhang des Wurmberges gelegen. Geschützt nach § 2 DSchG | Wikidata-Objekt anzeigen |
|                | Bildstock Christusruhe                  | Wurmberg (Gewann) (Flst.Nr. 0-6685) (Karte)                                      | 1715/1825           | Kulturdenkmal Nr. 04 (Dittigheim): Christusruhe. Hochrechteckiger Postamentblock mit Inschrift und Jahreszahl 1715. Seitlich in der Bildstocksäule Jahreszahl 1825. Geschützt nach § 28 DSchG |                          |
| Weitere Bilder | Fachwerkhaus                            | Zehntfreistraße 3 (Flst.Nr. 0-80) (Karte)                                        |                     | Kulturdenkmal Nr. 46 (Dittigheim): Fachwerkhaus. Von der Stadt Tauberbischofsheim Anfang der 1990er Jahre gekauft und als Fachwerkhaus restauriert. |                          |